# Tuffi ai Giochi della IV Olimpiade - Piattaforma maschile
La competizione del piattaforma maschile di tuffi ai Giochi della IV Olimpiade si tenne dal 20 al 24 luglio 1908 allo Stadio di White City di Londra.
In uno dei suoi tuffi George Cane atterrò male e svenne in acqua. Hjalmar Johansson, che aveva vinto il 2º gruppo e alla fine avrebbe conquistato la medaglia d'oro, lo salvò. Fu rapidamente rianimato e non subì gravi ferite, ma fu così gravemente scosso da non poter lasciare il letto per alcuni giorni. Questo incidente portò al divieto di eseguire doppi salti mortali; divieto che permase fino al 1928.

## Regolamento
I concorrenti per ogni turno eseguivano quattro tuffi obbligatori, due da 5 metri, due da 10 metri, e tre tuffi liberi da 10 metri.

## Risultati

### Primo turno
I primi due di ogni serie avanzano alle semifinali.
| Pos. | Atleta           | Nazione     | Punti |
| ---- | ---------------- | ----------- | ----- |
| 1    | George Gaidzik   | Stati Uniti | 81,80 |
| 2    | Harold Goodworth | Regno Unito | 76,00 |
| 3    | Erik Adlerz      | Svezia      | 74,10 |
| 4    | Oskar Wetzell    | Finlandia   | 69,70 |
| 5    | James Aldous     | Regno Unito | 68,00 |

| Pos. | Atleta            | Nazione     | Punti |
| ---- | ----------------- | ----------- | ----- |
| 1    | Hjalmar Johansson | Svezia      | 78,40 |
| 2    | Karl Malmström    | Svezia      | 73,95 |
| 3    | William Hoare     | Regno Unito | 65,20 |
| -    | Joseph Huketick   | Belgio      | DNF   |

| Pos. | Atleta            | Nazione     | Punti |
| ---- | ----------------- | ----------- | ----- |
| 1    | Hilmer Löfberg    | Svezia      | 68,90 |
| 2    | Heinz Freyschmidt | Germania    | 67,39 |
| 3    | Sigfrid Larsson   | Svezia      | 64,80 |
| 4    | William Webb      | Regno Unito | 57,70 |
| 5    | Thomas Collins    | Regno Unito | 56,50 |

| Pos. | Atleta           | Nazione     | Punti |
| ---- | ---------------- | ----------- | ----- |
| 1    | Arvid Spångberg  | Svezia      | 79,20 |
| 2    | Harald Arbin     | Svezia      | 76,80 |
| 3    | George Cane      | Regno Unito | 73,10 |
| 4    | Gunnar Wingqvist | Svezia      | 65,70 |

| Pos. | Atleta            | Nazione     | Punti |
| ---- | ----------------- | ----------- | ----- |
| 1    | Robert Andersson  | Svezia      | 73,55 |
| 2    | Toivo Aro         | Finlandia   | 69,50 |
| 3    | Harold Grote      | Stati Uniti | 62,80 |
| 4    | Axel Runström     | Svezia      | 57,60 |
| 5    | Fritz Nicolai     | Germania    | 54,50 |
| 6    | Thomas Harrington | Regno Unito | 53,15 |

### Semifinali
I primi due di ogni serie avanzano in finale. Causa un ricorso, lo statunitense George Gaidzik è stato ammesso in finale.
| Pos. | Atleta          | Nazione   | Punti |
| ---- | --------------- | --------- | ----- |
| 1    | Arvid Spångberg | Svezia    | 72,30 |
| 2    | Karl Malmström  | Svezia    | 67,00 |
| 3    | Toivo Aro       | Finlandia | 62,70 |
| 4    | Hilmer Löfberg  | Svezia    | 59,18 |
| 5    | Harald Arbin    | Svezia    | 52,81 |

| Pos. | Atleta            | Nazione     | Punti |
| ---- | ----------------- | ----------- | ----- |
| 1    | Hjalmar Johansson | Svezia      | 80,75 |
| 2    | Robert Andersson  | Svezia      | 66,57 |
| 3    | George Gaidzik    | Stati Uniti | 61,05 |
| 4    | Harold Goodworth  | Regno Unito | 59,48 |
| 5    | Heinz Freyschmidt | Germania    | 48,80 |

### Finale
| Pos.    | Atleta            | Nazione     | Punti |
| ------- | ----------------- | ----------- | ----- |
| Oro     | Hjalmar Johansson | Svezia      | 83,75 |
| Argento | Karl Malmström    | Svezia      | 78,73 |
| Bronzo  | Arvid Spångberg   | Svezia      | 74,00 |
| 4       | Robert Andersson  | Svezia      | 68,30 |
| 5       | George Gaidzik    | Stati Uniti | 56,30 |